# 松野有里巳
松野 有里巳（まつの ありみ、1973年2月13日 - ）は、日本の歌手、女優、スポーツインストラクター。本名、高橋 有里巳（たかはし ありみ）。旧姓、松野。
東京都世田谷区出身。グローバルプロモーション所属。
乙女塾出身のアイドルグループribbonの元メンバー。

## プロフィール
有里已という名前は祖父が名付けたもので、「美人になる字画」と考えてつけられたとのこと。
1988年、雑誌「明星ヘアーカタログ」さわやか賞を受賞。元々ダンスが好きで、ダンス教室を探していた中で高校2年生になった1989年、3か月間ダンスと歌を無料でレッスンしてくれるということでフジテレビのタレント育成講座に申し込み、合格してパラダイスGoGo!!（1989年、フジテレビ）の乙女塾1期生としてデビュー。同塾出身の永作博美、佐藤愛子と共にribbonを結成。
1995年、ribbon活動休止後、ソロ活動を始める。松野アリミ名義でLes 5-4-3-2-1（レ・ファイブフォースリーツーワン）のボーカルや舞台出演で活動する。
1998年10月10日にミュージシャンでCM音楽制作者・作曲家（元バナナギャングス）の高橋剛（たかはしごう）と結婚。芸能活動を休止。
2006年、ナイロン100℃の公演「ナイスエイジ」で8年ぶりに芸能活動を再開。翌年2007年に同じくナイロン100℃の「犬は鎖につなぐべからず」で本格的に舞台への復帰を果たす。
2013年現在、スポーツインストラクターとしてエアロビクスのインストラクターとして、テレビや教室を設立し、活躍中。

## 音楽活動
- 1994年 「BY LONG VACATION」、「Season's Groovin'」に参加。
- 1995年 Les 5-4-3-2-1（レ・ファイブ ＝ 元ファントムギフトのサリー久保田のユニット）に2代目ボーカル松野アリミとして加入。
以下の作詞も手がけている。
  - アルバム『PRE-POP』（1995年11月21日発売、日本コロムビア）[7]

  1. OUI! LOVE YOU
  2. I KNOW! YOU KNOW?
  3.  YESTERDAY

  - シングル『真夜中を突っ走れ』（1996年2月21日発売、日本コロムビア）
  - アルバム『12×2』（1996年2月21日発売、日本コロムビア）

  1.  GET DOWN
  2.  真夜中を突っ走れ -SPEED SPEED SPEED-
  3.  夢の中で -MISS YOU-
  4.  ハートせつなく-HEART FULL OF SOUL-
- 2007年 サリー久保田のソロプロジェクトSALLY SOUL STEW（サリー・ソウル・シチュー）のアルバム『宇宙でランデヴー』にゲスト参加。「チェンジ・オブ・ミー」でボーカルを担当した。

## 出演

### テレビ
- 愛しあってるかい!（1989年10月、フジテレビ）※第3話まで
- ネオドラマ「少女の微熱」（1993年9月、テレビ朝日）
- ライオンのごきげんよう（1993年11月、フジテレビ）
- 世にも奇妙な物語・冬の特別編「ふたり」（1994年、フジテレビ）
- どうぶつ奇想天外!（1994年、TBSテレビ）
- 真夜中の王国（1996年、NHK BS-2）
- M-STAGE4（1996年、日本テレビ）
- 16ers（1996年、テレビ神奈川）
- 今でもスゴイ女性芸能人 第2の人生すべてみせますSP（2014年、フジテレビ）
- 有吉ゼミ2時間SP（日本テレビ）
- バイキング（2017年6月22日、フジテレビ）

### ラジオ
- 「ザ・ヒット・オペレーション」／レデイオ・パイレーツ（1996年、NACK5）

### CM
- 「でん六」（2001年7月、CMソング）でんちゃんカラフルダンス編

### 舞台
- 「TIMESLIP　黄金丸ribbon+新感線」(1993年、青山円形劇場)
- NYLON100℃「1979」(1994年)
- 「フリドニア～フリドニア日記#1～」（1996年、NYLON100℃（ナイロン100℃）、新宿 THEATER）松野アリミで出演。
- 「ザ・ガンビーズ・ショウ」（1998年、NYLON100℃、『ガンビーズ大爆発』、『GO!GO!ガンビーズ』、『ガンビーズ絶体絶命』、本多劇場他）に松野有里巳で出演。
- 「ナイス・エイジ」（2006年、NYLON100℃）
- 「犬は鎖につなぐべからず ～岸田國士一幕劇コレクション～」（2007年、NYLON100℃、青山円形劇場）に松野有里巳で出演。

### DVD
- 「ぜ〜んぶ!シナモン」（2004年4月、サンリオピューロランドのレビューショー）
- 「FUN☆FUNダンス」（2004年4月、サンリオキティパラダイス）